# Благоверный
Благове́рные (греч. εὐσεβής) — лик православных святых из монархов, прославляемых церковью за праведную жизнь и не относящихся к мученикам и страстотерпцам. Изначально этот лик святости возник в Константинопольской церкви в период Вселенских соборов и применялся исключительно при канонизации византийских императоров и их жён, затем стал использоваться и в других православных церквях, в том числе и Русской церкви.

## Принятое сокращение
блгн.

## Наиболее известные лица
К числу русских благоверных относятся, например:
- Ярослав Мудрый
- Михаил Ярославич Тверской
- Владимир Мономах
- Александр Невский
- Андрей Боголюбский
- Иван Калита
- Дмитрий Донской
- Даниил Московский
- Игорь Ольгович
- Фёдор Иванович